# Westborough (Massachusetts)
Westborough – miasto w Stanach Zjednoczonych, w stanie Massachusetts, w hrabstwie Worcester.